# Ямполовский заказник
Ямполовский заказник — ландшафтный заказник местного значения. Находится в Лиманском районе Донецкой области возле села Ямполовка. Статус заказника присвоен решением облисполкома № 549 от 24 декабря 1986 года. Площадь — 77 га. Территория заказника представляет собой самый северный участок пойменного леса по реке Чёрный Жеребец.